# La Ferté-sur-Chiers
La Ferté-sur-Chiers är en kommun i departementet Ardennes i regionen Grand Est (tidigare regionen Champagne-Ardenne) i nordöstra Frankrike. Kommunen ligger i kantonen Carignan som ligger i arrondissementet Sedan. År 2022 hade La Ferté-sur-Chiers 176 invånare.

## Befolkningsutveckling
Antalet invånare i kommunen La Ferté-sur-Chiers
Referens: INSEE